# Diócesis de Santarém
La diócesis de Santarém (en latín: Dioecesis Santaremensis in Lusitania y en portugués: Diocese de Santarém) es una circunscripción eclesiástica de la Iglesia católica en Portugal. Se trata de una diócesis latina, sufragánea del patriarcado de Lisboa. Desde el 7 de octubre de 2017 su obispo es José Augusto Traquina Maria.

## Territorio y organización

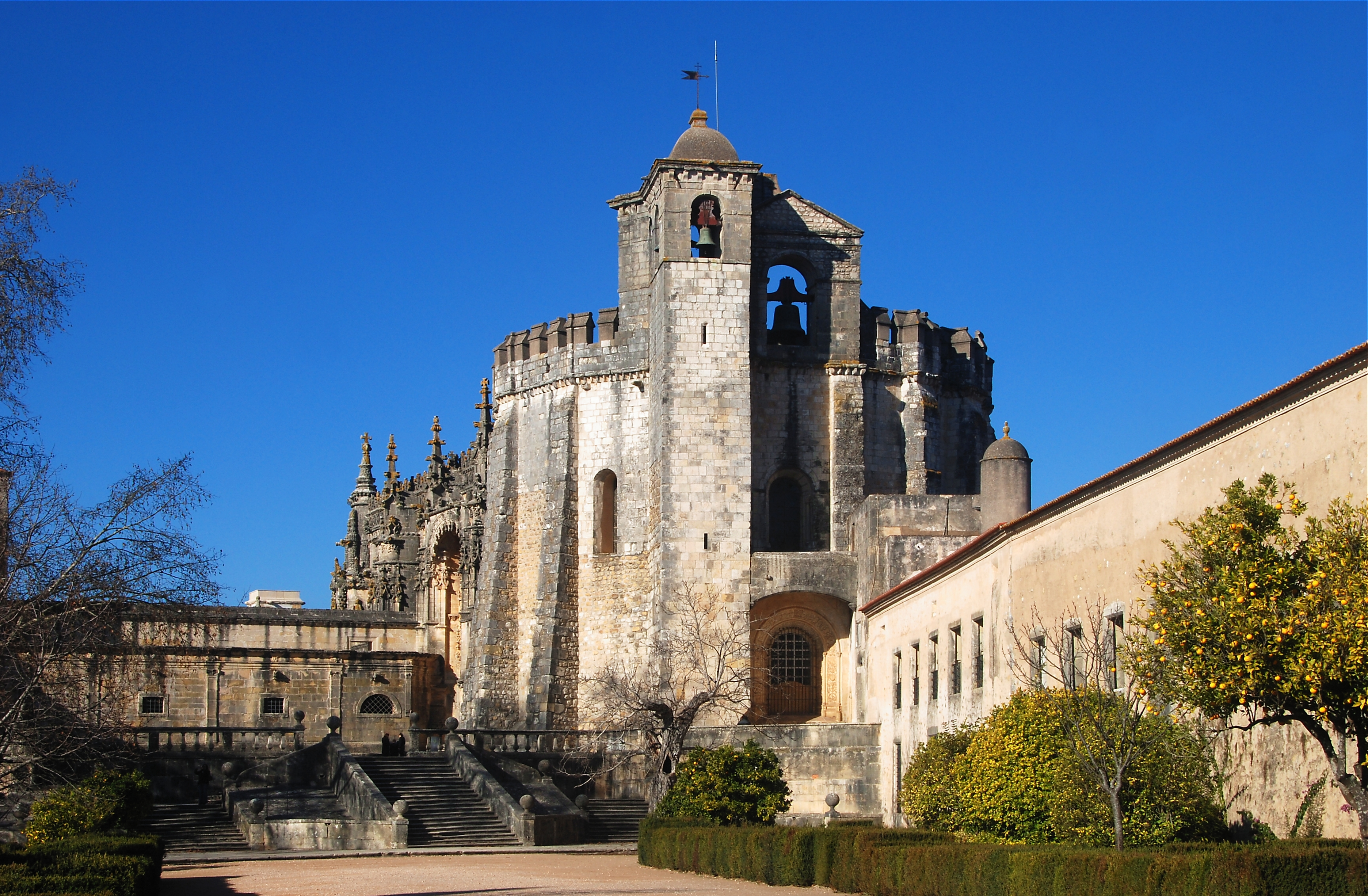
Convento de Cristo, Patrimonio de la Humanidad de la Unesco

La diócesis tiene 3203 km² y extiende su jurisdicción sobre los fieles católicos de rito latino residentes en 21 municipios del distrito de Santarém: Santarém, Alcanena (excepto algunas fracciones), Almeirim, Alpiarça, Cartaxo, Chamusca, Entroncamento, Golegã, Rio Maior, Salvaterra de Magos, Tomar, Torres Novas y Vila Nova da Barquinha.
La sede de la diócesis se encuentra en la ciudad de Santarém, en donde se halla la Catedral de Nuestra Señora de la Concepción.
En 2020 en la diócesis existían 113 parroquias agrupadas en 7 vicariatos: Tomar, Torres Novas, Entroncamento, Almeirim, Santarém, Alcanena y Rio Maior.

## Historia
La diócesis fue erigida el 16 de julio de 1975 con la bula Apostolicae Sedis consuetudinem del papa Pablo VI, obteniendo el territorio del patriarcado de Lisboa. Se erigió como catedral la iglesia del antiguo colegio de los jesuitas, que a partir de 1780 sirvió como capilla del seminario patriarcal, anexo a la iglesia.
En la bula de erección el nombre eclesiástico de la diócesis era el de Dioecesis Scalabitana, en referencia al antiguo nombre de la ciudad, Escalabis. Sin embargo, a partir del nombramiento del primer obispo, la diócesis pasó a llamarse Dioecesis Santaremensis in Lusitania.
Santarém es conocida por el milagro eucarístico ocurrido en 1247. La hostia milagrosa se conserva hoy en la iglesia de San Esteban, también llamada Santuario del Santísimo Milagro.

## Estadísticas
Según el Anuario Pontificio 2021 la diócesis tenía a fines de 2020 un total de 233 900 fieles bautizados.
| Año                                                                             | Población            | Población | Población      | Sacerdotes | Sacerdotes    | Sacerdotes    | Bautizados por sacerdote | Diáconos permanentes | Religiosos | Religiosos | Parroquias |
| Año                                                                             | Bautizados católicos | Total     | % de católicos | Total      | Clero secular | Clero regular | Bautizados por sacerdote | Diáconos permanentes | Varones    | Mujeres    | Parroquias |
| ------------------------------------------------------------------------------- | -------------------- | --------- | -------------- | ---------- | ------------- | ------------- | ------------------------ | -------------------- | ---------- | ---------- | ---------- |
| 1980                                                                            | 261 800              | 277 900   | 94.2           | 84         | 68            | 16            | 3116                     |                      | 35         | 135        | 102        |
| 1990                                                                            | 277 000              | 295 000   | 93.9           | 72         | 62            | 10            | 3847                     |                      | 12         | 186        | 67         |
| 1999                                                                            | 245 000              | 284 434   | 86.1           | 75         | 67            | 8             | 3266                     |                      | 9          | 165        | 110        |
| 2000                                                                            | 245 000              | 285 000   | 86.0           | 75         | 68            | 7             | 3266                     |                      | 8          | 160        | 110        |
| 2001                                                                            | 245 000              | 285 000   | 86.0           | 76         | 69            | 7             | 3223                     |                      | 8          | 155        | 111        |
| 2002                                                                            | 245 000              | 285 000   | 86.0           | 72         | 66            | 6             | 3402                     |                      | 7          | 150        | 111        |
| 2003                                                                            | 245 000              | 285 000   | 86.0           | 16         | 10            | 6             | 15 312                   |                      | 7          | 155        | 111        |
| 2004                                                                            | 250 000              | 285 000   | 87.7           | 71         | 65            | 6             | 3521                     | 2                    | 8          | 160        | 111        |
| 2010                                                                            | 240 000              | 300 000   | 80.0           | 73         | 67            | 6             | 3287                     | 9                    | 8          | 150        | 112        |
| 2014                                                                            | 253 300              | 306 400   | 82.7           | 66         | 55            | 11            | 3837                     | 9                    | 13         | 134        | 112        |
| 2017                                                                            | 235 000              | 293 500   | 80.1           | 66         | 54            | 12            | 3560                     | 17                   | 14         | 141        | 113        |
| 2020                                                                            | 233 900              | 285 300   | 82.0           | 60         | 51            | 9             | 3898                     | 16                   | 10         | 110        | 113        |
| Fuente: Catholic-Hierarchy, que a su vez toma los datos del Anuario Pontificio. |                      |           |                |            |               |               |                          |                      |            |            |            |

## Episcopologio
- António Francisco Marques, O.F.M. † (16 de julio de 1975-28 de agosto de 1997 falleció)
- Manuel Pelino Domingues (27 de enero de 1998-7 de octubre de 2017 retirado)
- José Augusto Traquina Maria, desde el 7 de octubre de 2017